# 棱茎黄芩
棱茎黄芩（学名：Scutellaria scandens），为唇形科黄芩属下的一个植物种。